# 1940 코파 델 헤네랄리시모 결승전
1940 코파 델 헤네랄리시모 결승전(스페인어: La Final de la Copa del Generalísimo de 1940)은 현재 코파 델 레이로 알려진 스페인 컵대회의 36번째 결승전이다. 이 경기는 1940년 6월 30일에 마드리드의 캄포 데 바예카스에서 열렸고, 에스파뇰이 레알 마드리드를 연장전 끝에 3-2로 이기고 우승했다.

## 상세 경기 정보
| 에스파뇰                    | 3–2 (연장전)      | 마드리드               |
| --------------------------- | ----------------- | ---------------------- |
| 호르헤 30′, 86′ · 마스 110′ | 리포트 (스페인어) | 알론소 5′ · 알다이 89′ |

| 에스파뇰:           |    |                          |
|                     |    |                          |
| GK                  | 1  | 호세 트리아스            |
| DF                  | 2  | 리카르도 테루엘          |
| DF                  | 3  | 베니토 페레스 (주장)     |
| MF                  | 4  | 하이메 아라사            |
| MF                  | 5  | 이시드로 로이라          |
| MF                  | 6  | 펠릭스 리모스            |
| FW                  | 7  | 펠리페 아라              |
| FW                  | 8  | 가브리엘 호르헤          |
| FW                  | 9  | 빈센트 마르티네스 카탈라 |
| FW                  | 10 | 훌리 곤살보              |
| FW                  | 11 | 프란시스코 마스          |
| 감독:               |    |                          |
| 파트리시오 카이세도 |    |                          |

| 마드리드:       |    |                        |
|                 |    |                        |
| GK              | 1  | 엔리케 에스키바        |
| DF              | 2  | 호세 마르도네스        |
| DF              | 3  | 하신토 킹코세스 (주장) |
| MF              | 4  | 비이타                 |
| MF              | 5  | 안토니오 보네트        |
| MF              | 6  | 후안 안토니오 이피냐   |
| FW              | 7  | 루이스 마린            |
| FW              | 8  | 추스 알론소            |
| FW              | 9  | 마누엘 알다이          |
| FW              | 10 | 시몬 레쿠에            |
| FW              | 11 | 에밀린                 |
| 감독:           |    |                        |
| 프란시스코 브루 |    |                        |